# Арарат-Вірменія
«Арарат-Вірменія» (вірм. Արարատ-Արմենա Երևան) — вірменський футбольний клуб з Єревана.

## Історія
Команда «Аван Академія» була створена влітку 2017 року Рубеном Айрапетяном і складалася з випускників Єреванської футбольної академії та гравців «Пюніка» різних вікових груп. Команду, що заявилась в Першу лігу, очолив колишній тренер «Пюніка» Артак Осеян.
У грудні 2017 року президент групи компаній «Ташир» росіянин вірменського походження Самвел Карапетян став власником клубу і перейменував його в «Арарат-Москва». За підсумками сезону команда зайняла третє місце та вийшла у Прем'єр-лігу.
У червні 2018 року стало відомо, що клуб об'єднався з московським «Араратом», що також фінансувався Карапетяном, і під новою назвою «Арарат-Вірменія» візьме участь у чемпіонаті вірменської Прем'єр-ліги сезону 2018/19, головним тренером призначено Андраніка Бабаяна

## Колишні назви
- 2017 — «Аван Академія»
- 2017—2018 — «Арарат-Москва»
- 2018—. — «Арарат-Вірменія»

## Досягнення
- Чемпіон Вірменії (2): 2019, 2020
- Володар Кубка Вірменії (1): 2024
- Володар Суперкубка Вірменії (2): 2019, 2024